# Dromornis stirtoni
A Dromornis stirtoni a madarak (Aves) osztályának lúdalakúak (Anseriformes) rendjébe, ezen belül a fosszilis Dromornithidae családjába tartozó faj.

## Tudnivalók
A Dromornis stirtoni a röpképtelen Dromornithidae család legnagyobb képviselője volt. Magassága körülbelül 3 méter, testtömege 500 kilogramm lehetett. A madár a szubtrópusi, nyílt erdőket kedvelte, és lehet, hogy ragadozó életmódot folytatott. Nehezebb volt, mint az Aepyornis és a moa. A kevés Dromornis australis (a nem típusfaja) kövület, és a két faj közti nagy időrés, egyeseket arra késztet, hogy a D. stirtonit helyezzék át a Bullockornis nembe.
Ennek a fajnak hosszú nyaka és elcsökevényesedett szárnyai voltak, ami a röpképtelenségre utal. Lábai erősek voltak, de nem valószínű, hogy gyorsan tudott szaladni. A madár csőre nagy és erőteljes volt, ami arra hagyott következtetni, hogy kemény növények száraival táplálkozott. Bár egyesek, a nagy csőre miatt, mégis ragadozónak tartják.